# Tosktjärnen (Dorotea socken, Lappland)
Tosktjärnen är en sjö i Dorotea kommun i Lappland och ingår i Ångermanälvens huvudavrinningsområde.